# Democratische Hervormingspartij (Peru)
De Democratische Hervormingspartij (Partido Democrático Reformista, PDR) was een politieke partij in Peru.
De partij werd in 1920 opgericht door Augusto Leguía y Salcedo. De partij leverde één president, Leguía zelf in de periode van 1919 van 1930, zijn dictatuur die de oncenio wordt genoemd naar het aantal van elf regeringsjaren. Leguía was ervoor al eens president voor de Burgerpartij, in de periode van 1908 tot 1912.